# Asalto a la embajada de Corea del Norte en Madrid
El asalto a la embajada de Corea del Norte en Madrid fue un incidente ocurrido el 22 de febrero de 2019 en la embajada de Corea del Norte en Madrid, capital de España. Se supuso que los perpetradores pertenecían al grupo político Free Joseon, que se opone al régimen del líder supremo Kim Jong-un de Corea del Norte, atacaron y allanaron la embajada. Un grupo de personas robó teléfonos móviles, dos memorias USB y un disco duro de la embajada y los entregó a la Oficina Federal de Investigaciones (FBI) en los Estados Unidos. El ataque tuvo lugar después de la cumbre de Singapur entre Corea del Norte y los Estados Unidos y antes del acercamiento de la Cumbre de Hanói. A principios de abril de 2019, una persona había sido arrestada en relación con el incidente y la Audiencia Nacional española había emitido dos órdenes de arresto internacionales. Los supuestos autores son coreanos de segunda o tercera generación, ciudadanos de México, Estados Unidos y Corea del Sur, aunque los gobiernos estadounidense y surcoreanos negaron directamente cualquier conexión con el asalto.
El tipo de ataque se catalogó como violento debido a que los perpetradores portaron armas blancas y réplicas de armas de fuego cortas. Varios miembros del personal de la embajada fueron tratados por contusiones y uno por lesión al saltar desde una ventana del piso superior para alertar a la policía. Las investigaciones de las autoridades españolas se mantuvieron en secreto durante el primer mes; cuando publicaron sus hallazgos, incluidos los nombres de los presuntos autores, fueron criticados por poner en peligro la vida de las personas nombradas. El Cuerpo Nacional de Policía y el Centro Nacional de Inteligencia (CNI) vinculan a por lo menos dos asaltantes identificados del comando con que tendrían vínculos con la Agencia Central de Inteligencia (CIA), los investigadores afirman que el ataque fue muy profesional en su ejecución, que no tendrían capacidad logística para realizar este tipo de operación, si no tuvieran ayuda de aliados extranjeros, también descartaban que el asalto fuera obra de una banda de delincuentes comunes. La CIA negó la acusación de implicación taxativamente. El gobierno de Corea del Norte describió el asalto como un acto de terrorismo y exigió una investigación internacional; sin embargo, no se facilitó mayor información por parte de la misión diplomática.

## Partes implicadas
Free Joseon, anteriormente conocido como Defensa Civil de Cheollima, el grupo que presuntamente llevó a cabo el ataque, ha sido descrito por el Washington Post como una "organización disidente secreta" y un "grupo en la sombra que intenta derrocar a Kim Jong-un", puesto que consideran su gobierno un "régimen inmoral e ilegítimo". Se alega que Free Joseon está compuesto principalmente por desertores norcoreanos, pero según el abogado y especialista en Corea del Norte Joshua Stanton, existe una «falta de evidencia de que alguna de las personas involucradas fuera incluso norcoreanas». Sung-Yoon Lee, de la Universidad de Tufts, dijo que el grupo «es el primer movimiento de resistencia conocido contra Corea del Norte, lo que hace que sus actividades sean de interés periodístico». Greg Scarlatoiu, director ejecutivo del Comité de Derechos Humanos en Corea del Norte, dijo «esta es la primera vez que vemos resistencia organizada, aparentemente militante, fuera de Corea del Norte».
La embajada de la República Popular Democrática de Corea en Madrid, situado en el número 43 de la calle de Darío Aparicio, en la periferia norte del afluente del Aravaca, se compone de dos pisos, cuenta con una piscina y está rodeado de pinos. El complejo se encuentra en medio de una parcela de tierra abierta que no se ha edificado porque ayuda al drenaje natural de la zona. Fue formada como embajada a raíz del comienzo de las relaciones bilaterales entre España y Corea del Norte en 2014. Según El País , desde que el anterior embajador, Kim Hyok-chol, fuese expulsado en 2017 a raíz del relanzamiento del programa nuclear norcoreano, solo un diplomático y dos asistentes con sus familias inmediatas, que vivían una existencia relativamente "espartana", residían en el momento del ataque. Los vecinos, sin embargo, informaron que unos días antes del ataque, una gran fiesta, que había atraído la atención local, se había celebrado en la embajada.

## El asalto

### Previa
El ataque tuvo lugar justo antes de que el presidente de los Estados Unidos, Donald Trump, se reuniera con el líder supremo norcoreano, Kim Jong-un, para entablar nuevas conversaciones sobre el programa de desnuclearización propuesto por la República Popular Democrática de Corea. Se había celebrado una cumbre previa en enero de 2019 en Hanói, Vietnam, que había fracasado y las relaciones entre Corea del Norte y EE. UU. se habían deteriorado aún más.

### 22 de febrero de 2019
El viernes 22 de febrero de 2019, Adrian Hong Chang, un ciudadano mexicano de ascendencia coreana, solicitó ver al agregado comercial Yun Suk So, quien era el diplomático en residencia de más alto rango de la embajada norcoreana y con quien Chang afirmó haber mantenido encuentros anteriores. Esto ocurrió dos semanas antes cuando Hong Chang, usando como alias Matthew Chao, se presentó como socio gerente de una compañía ficticia, Baron Stone Capital, y mantuvo una breve reunión con Yuk So sobre la posibilidad de que la compañía invierta en Corea del Norte.
Una vez que a Hong se le permitió acceder al edificio, los miembros restantes del grupo irrumpieron tras él. Diez individuos enmascarados, todos ellos menores de 30 años salvo uno, fueron descritos posteriormente como asiáticos en apariencia y se comunicaban en coreano. El grupo llevaba lo que parecían ser réplicas de armas de fuego, barras de metal, machetes y cuchillos. También portaban pasamontañas, una escalera telescópica de 3,8 metros y 33 rollos de cinta adhesiva de doble cara.
En la embajada se encontraban ocho miembros del personal e invitados presentes, incluyendo un grupo de estudiantes de arquitectura de Corea del Norte, todos fueron atados con cuerdas, esposas y ataduras de cables, además de ser encapuchados con bolsas. El grupo interrogó y agredió al personal de la embajada; el ataque ha sido descrito como "especialmente violento". Dos miembros del personal más tarde requirieron atención médica, principalmente como resultado de hematomas por repetidos golpes fuertes. El grupo se centró especialmente en el agregado, a quien trataron de persuadir a desertar y luego lo atacaron cuando se negó. También lo interrogaron intensamente sobre los asuntos de Hyok Chol, el último embajador en España, mientras él había sido residente. Finalmente lo dejaron atado en el sótano.
Una coreana miembro del personal, Cho Sun Hi, que residía en la embajada con su esposo, estaba en una habitación del segundo piso y cerró la puerta. Alrededor de una hora tras el comienzo del asalto, aproximadamente a las 17:00 UTC+1, ella escapó del complejo saltando desde la ventana, hiriéndose a sí misma. Sun Hi gritó pidiendo ayuda, alertando a los vecinos que llamaron a la policía. Cuando llegó la policía, tuvieron dificultades para entender a Sun Hi, que no hablaba español. La llevaron a una estación de policía e intentaron encontrar un intérprete; finalmente usaron una aplicación de traducción en su teléfono. La dificultad de la policía para comprender a Sun Hi se vio agravada por una lesión en la cabeza que había sufrido. La mujer le dijo a la policía que «un grupo de hombres entró a la embajada y amordazó al personal». Ella describió a los asaltantes como comandos.
La policía regresó a la embajada e intentó ingresar en la misma. Hong Chang, a quien suponían que era miembro del personal porque llevaba una insignia de Kim Il-sung y Kim Jong-il, abrió la puerta y les aseguró que no ocurría nada malo. La ley diplomática prohíbe que la policía ingrese a las instalaciones sin la autorización del jefe de la misión, lo que no se pudo obtener, por lo que vigilaron afuera y establecieron un perímetro de seguridad. La policía vio llegar a otros hombres, a quienes identificaron mientras esperaban para entrar.
Mientras tanto, el grupo saqueó el edificio, las cámaras de seguridad filmaron el suceso. Recolectaron la mayor parte del equipo electrónico de la embajada, incluyendo ordenadores, teléfonos móviles, discos duros y memorias USB. Poco después de que llamaran a la policía, las puertas de la embajada se abrieron repentinamente, entre dos y tres automóviles "de lujo" en el que iban ocho de los intrusos salieron a gran velocidad; la policía no los persiguió. Estos coches oficiales con matrículas diplomáticas fueron encontrados abandonados a unas calles de distancia horas más tarde y fueron retirados para su examen forense. Otro automóvil con Hong Chang en él salió al parecer desde la parte trasera del edificio poco después, más tarde se supo que este era un VTC Uber que había ordenado en nombre de Oswaldo Trump. El grupo se llevó todo el equipo electrónico robado con ellos.
El ataque duró aproximadamente cinco horas; comenzó a las 16:34 CET y terminó a las 21:40. Durante el asalto, los asaltantes "mantuvieron el control total" de la embajada y sus ocupantes, incluso después de la fuga. Se alega que se produjo un incidente en la puerta, aunque las primeras sugerencias de que se había producido una muerte eran infundadas. Cuando llegaron los paramédicos del SAMUR, trataron a tres personas heridas.

### Tras el asalto
Después de su fuga, el grupo se dividió en cuatro subgrupos y se dirigieron a Portugal y desde allí a los Estados Unidos. Hong Chang voló desde el aeropuerto de Lisboa al aeropuerto Internacional Libertad de Newark (New Jersey) el día después del ataque.
El 14 de marzo, El Mundo informó que alrededor de la medianoche del 22 de febrero, la policía española había rodeado el complejo de la embajada y bloqueado todos los enfoques. Entraron en el edificio y realizaron una búsqueda visual, en el transcurso de la cual encontraron una gran cantidad de armamento automático que consistía principalmente en rifles y escopetas, pero también armas cortas. La fuente del periódico especuló que estas eran las armas que los intrusos habían usado y arrojado antes de partir.
El 26 de marzo, el juez José de la Mata levantó la orden judicial suprimiendo el conocimiento público del caso porque el grupo ya se había "identificado públicamente como miembros de un movimiento de derechos humanos que buscaba liberar a Corea del Norte". La declaración de la corte también declaró que Hong Chang había actuado sin asistencia estatal, y la declaración del grupo más tarde reiteró el punto. Lee Wolosky , el abogado que representa a Free Joseon, cuestionó la legitimidad de las conclusiones del juez, diciendo que las había alcanzado sin ninguna evidencia de los acusados.

## Investigación: Operación Nollam
A pesar de que la embajada o su personal no informaron oficialmente del incidente, las autoridades españolas investigaron el asalto. Aunque oficialmente solo hubo un reconocimiento de que "algo sucedió", el espionaje político fue reconocido al principio de la investigación como un posible motivo. La criminalidad común fue excluida como motivo del asalto, que fue descrita por los investigadores como la característica distintiva de una celda en la precisión militar "perfectamente coordinada" del ataque. Fue, según los investigadores, probablemente realizado por profesionales que sabían exactamente lo que estaban buscando antes de atacar. Los investigadores dijeron que el grupo debe haber sido responsable de reducir el poder y atenuar las luces de la calle en el frente de la embajada; otros sistemas de seguridad alrededor del edificio también fueron neutralizados.
La investigación, que fue catalogada como "secreto de sumario", fue llevada a cabo por oficiales de la Brigada Provincial de Información del Cuerpo Nacional de Policía español, respondiendo al Tribunal 5 de la Audiencia Nacional, que tenía la autoridad para ordenar el arresto de aquellos que habían sido nombrados como sospechosos. La Guardia Civil y el CNI (Centro Nacional de Inteligencia) llevaron a cabo investigaciones paralelas, cada una centrada en diferentes teorías.
Los investigadores no estaban seguros de que los asaltantes estuvieran al tanto de los asuntos de la embajada ese día y podrían haberse sorprendido por la presencia de los invitados. Los testigos sugirieron que los miembros del grupo podrían ser surcoreanos. La policía visitó la embajada de Corea del Sur para ver si se podía identificar a algún miembro del personal. Unos días después, el embajador de Corea del Sur, Chun Hong-jo, escribió al periódico español El Mundo negando la participación de su gobierno en el asunto. Una portavoz de la embajada de Corea del Sur declaró: «no sabemos nada, no podemos decir nada más, escuchamos sobre el asalto de la prensa, la policía no vino aquí».
Continuando con el mandato del Tribunal 5 de la Audiencia Nacional, el Cuerpo Nacional de Policía siguió investigando el suceso, esta investigación se denominó Operación Nollam, en referencia a la palabra coreana para sorpresa (hangul: 놀라움, romanizada: nollaum).
Según la investigación, los miembros del equipo que acabó asaltando la embajada norcoreana serían un total de 11 personas, y no tan sólo las ocho que acabaron irrumpiendo en el edificio de la misión diplomática. A esas ocho personas investigadas inicialmente, la policía española suma a los surcoreanos Joon Younq Byon, Jong Won Lee y un tercer miembro sin identificar que se dedicaron a investigar los alrededores de la embajada en la capital española en los meses previos al asalto.

### Preparación del asalto
Según la operación Nollam, cuatro personas Sam Ryu, Woo Ram Lee, Joon Young Byon y Jong Won Lee viajaron a Madrid el 10 de junio de 2018 y se alojaron en el Hotel Eurostars Zarzuela Park, un hotel de Aravaca a una distancia de apenas 200 metros de la embajada de la República Democrática Popular de Corea en la misma calle Darío Aparicio.
De esas cuatro personas, sólo se tiene certeza de que regresaron a España Sam Ryu y Woo Ram Lee, por lo que las autoridades españolas no han iniciado ningún procedimiento contra los otros dos individuos.
Entre el 5 y el 7 de febrero de 2019, Adrian Hong Chang llega a España desde Nueva York y se hospeda en el Hotel Marriot Princesa, al ser cliente VIP de la cadena de hoteles Marriott, lo que a los investigadores españoles les pareció símbolo del alto presupuesto con el que pudo contar para él y para Free Joseon. Se entrevista con el jefe de negocios norcoreano, Yun Sok So, agendando esta entrevista utilizando el nombre falso de Mathew Chao, un supuesto empresario. Aunque sólo pudo acceder al vestíbulo del edificio, le sirvió para un primer reconocimiento del interior de la embajada. El 8 de febrero se marcha a Los Ángeles, Estados Unidos.
El 10 de febrero llegan a España desde Seúl (Corea del Sur) cuatro integrantes del que será el equipo de asalto: Woo Ram Lee, Si Young Park, Dong Hyun Kim y Chang Su Lim.
El 13 de febrero, Sam Ryu aparece en España registrando tres habitaciones dobles en el Hotel Eurostars Zarzuela Park, el mismo utilizado en 2018, hasta el día 25 de febrero, aunque no llegaría a utilizarlo después del día 21.
El 19 de febrero, Hong Chang llega a Madrid en un vuelo procedente de Praga (República Checa) y se registra en el Hotel Carlton (hotel de AC Hotels, perteneciente al grupo Marriott International). Al día siguiente se muda al Hotel Aitana (también de AC Hotels), en el paseo de la Castellana, cerca del estadio Santiago Bernabéu.
Entre el 20 y el 22, parte del grupo de veinteañeros comprarán material que se utilizará en el asalto en una ferretería de Delicias. En ese mismo periodo, Hong Chang acudió a la tienda Shoke, en la calle Julián de Urbieta. Esta tienda está especializada en equipación militar y policial.

### La huida
A las 21:30 de la noche, se encontraba estacionado fuera del recinto un Mercedes E220 contratado a través de la plataforma Uber con la finalidad de viajar hasta Toledo. El nombre utilizado en la aplicación para el contrato fue el de Oswaldo Trump, otro nombre falso utilizado supuestamente por Hong Chang.
Hacia las 21:40, nueve miembros del grupo asaltante se hicieron con las llaves de los vehículos de la embajada: Una furgoneta Mercedes-Benz Viano matrícula diplomática CD 416003, un Toyota RAV4 matrícula diplomática CD 416002 y un Audi matrícula diplomática CD 416001 y huyeron con ellos.
A las 21:46, Oswaldo Trump contrató un nuevo servicio de Uber con dirección a la Avenida Valdemarín 56, la dirección resultante de atravesar 200 metros de campo de la trasera de la embajada. Los Hong Chang y otro asaltante saltaron la valla trasera del edificio y huyeron hacia allí.
A las 21:50, tres estudiantes norcoreanos que tenían cita para unos trámites consulares: Kwang Hyok Pae, Myong Nam Jong y Chol Hak Kim; llamaron a la puerta y al no contestarles nadie sospecharon que algo había ocurrido. Saltaron una valla lateral y entraron al edificio, abriendo desde dentro, pudiendo salir los miembros del personal de la embajada para ser atendidos por las autoridades españolas que aún se encontraban en el frente de la embajada.
A las 22:35, So, como encargado de negocios de la embajada, autorizó a la policía española a ingresar en el edificio para registrarlo, en un primer momento en busca de asaltantes que pudiesen quedar dentro y armados, aparentemente, con pistolas.

### Rastro
De acuerdo con la investigación posterior, en la noche del asalto, al menos ocho implicados entre los que estaba Hong Chang acudieron al hotel Aitana de donde se marcharían la mañana siguiente.
Los vehículos robados a la embajada fueron encontrados en distintos puntos de Madrid: La furgoneta Mercedes y el Toyota fueron encontrados en la misma noche del 22. La furgoneta en la calle Galileo con las puertas abiertas y el motor encendido; mientras que el Toyota se encontraba en la avenida de Europa, en Pozuelo de Alarcón. El Audi aparecería varios días después en el número 93 de la calle Monforte de Lemos con las llaves puestas.
Según una información facilitada por la Oficina Federal de Investigaciones estadounidense, el grupo de asaltantes se dividió en cuatro subgrupos para marcharse hacia Portugal. Se tiene constancia de que el líder del grupo, Adrian Hong Chang, voló desde Lisboa al aeropuerto Internacional Libertad de Newark, en Nueva York (EE. UU.) el 23 de febrero.

### Acusación española
Los integrantes del grupo se enfrentan a una acusación de entre 12 y 28 años de cárcel por parte de la Justicia de España. El cúmulo de acusaciones sería el siguiente:
- Allanamiento de morada: 1-4 años de prisión.
- Múltiples delitos de detención ilegal: 4-6 años de prisión.
- Amenazas, agravante de lesiones leves: 1-5 años de prisión.
- Robo con violencia, agravante de intimidación en casa habitada: 2-5 años de prisión.
- Organización criminal: 4-8 años de prisión.

### Detenciones
Hasta el momento, la máxima información que se tiene sobre el destino de los asaltantes es que las autoridades estadounidenses impusieron una orden de arresto al líder de la banda, Adrian Hong Chang, el 9 de abril de 2019. El 18 del mismo mes fue arrestado Christopher Phillip Ahn, el miembro de la banda que fue ex-marine estadounidense veterano de la guerra de Irak, a quien se le había cursado otra orden de arresto. Las autoridades estadounidenses aún no han extraditado a Ahn ni a España ni a Corea del Norte, que también pidió la extradición a su país, supuestamente por temor al trato que pueda recibir en cualquiera de los dos países por parte de agentes norcoreanos.